# Deromyia
Deromyia is een vliegengeslacht uit de familie van de roofvliegen (Asilidae).

## Soorten
- D. fuscipennis (Blanchard, 1852)
- D. nigriventris (Bigot, 1878)